# Стив Холмс
Стив Холмс (англ. Steve Holmes), при рождении Кристиан Кристоф (нем. Christian Christof; род. 23 марта 1961 года, Сибиу, Румыния) — немецкий порноактёр, лауреат премий AVN Awards, XRCO Award, XBIZ Award и других.

## Биография и карьера
Родился 23 марта 1961 в Сибиу (Румыния). Трансильванский сакс. В 1968 году его семья пересекла турецкую границу во время отпуска в Болгарии и попросила политического убежища в немецком консульстве в Стамбуле.
С 2002 года живёт и работает в Лос-Анджелесе и Будапеште. С 2003 года начал заниматься режиссурой, работая в Platinum X Pictures с Мануэлем Феррарой, Брэндоном Айроном и Майклом Стефано. В том же году начал режиссировать для Evil Angel, где продюсировал, в том числе такие фильмы, как Anal Cum Addicts, Anal POV Sluts, Anal Romance, Teenage Cum Guzzlers, Euro Girls Never Say No To Anal, Nothing Butt Fun, Pappa Holmes Lil Girls, Sexy Anal Euro Teens, Steve Holmes Perversions и The Pussy Is Not Enough. Получил 12 наград в Барселоне (Испания), Белграде, Берлине, Брюсселе (Бельгия) и Лас-Вегасе (США), самыми известными из которых были AVN Awards в номинации «иностранный исполнитель года» в Лас-Вегасе в 2005 и 2006 годах.

## Личная жизнь
В 2017 году Холмс и его жена отметили 26 лет совместной жизни в браке. В настоящее время он проживает в Калифорнии. Он близко дружит с режиссёрами Грегом Лански и Майком Адриано.
Во время съемок сцены для фильма Public Disgrace в Барселоне Стив Холмс и актриса Принцесса Донна были арестованы местными властями. Вскоре после этого они были освобождены.

## Премии
- 2001 Ninfa Award — лучший актёр второго плана — Eternal Love[9]
- 2004 AVN Award — лучшая сексуальная сцена в зарубежном производстве — Katsumi’s Affair (вместе с Кацуми)[10]
- 2004 XRCO Award — Unsung Swordsman[11]
- 2004 XRCO Award — лучшая сцена втроём — Mason’s Dirty Tricks (вместе с Джули Найт и Мануэлем Феррарой)[11]
- 2005 AVN Award — зарубежный исполнитель года[12]
- 2006 AVN Award — зарубежный исполнитель года[13]
- 2007 AVN Award — лучшая сексуальная сцена в зарубежном производстве — Outnumbered 4 (вместе с Изабель Айс, Сандрой Ромейн, Дорой Вентер, Cathy, Karina, Nicol, Puma Black, Эриком Эверхардом и Робертом Розенбергом)[14]
- 2011 AVN Award — лучшая сексуальная сцена в зарубежном производстве — Tori Black Nymphomaniac (вместе с Тори Блэк и Jazz Duro)[15]
- 2018 XBIZ Awards — иностранный исполнитель года[16]